# Karl Wilhelm von Kupffer
Karl Wilhelm von Kupffer (Lestene, 14 novembre 1829 – Monaco di Baviera, 16 dicembre 1902) è stato un anatomista tedesco del Baltico, fu lo scopritore delle cellule macrofagiche stellate che portano il suo nome (cellule di Kupffer).
Ricevette il dottorato in medicina presso l'Università di Tartu nel 1854. Approfondì gli studi a Vienna e a Berlino.

## Opere
- De medullae spinalis textura in ranis ratione imprimis habita indolis substantiae cinerae, 1854
- Der Schädel von Immanuel Kant, Archiv für Anthropologie, Band 13
- Über Sternzellen in der Leber, brief an Prof. Waldyer, 1876, Archiv, Mikroskopische Anatomie, 12, 352-358
- Über die sogennanten Sternzellen der Säugethierleber, Archiv, Mikroskopische Anatomie, 1899, 54, 254-288
- Über Sternzellen der Leber, Versammlung 1898, Veröffentlicht 1898, anatomische Geselschaft